# Meloe fascicularis
Meloe fascicularis là một loài bọ cánh cứng trong họ Meloidae. Loài này được Aragona miêu tả khoa học năm 1830.